# Minna Apranzow
Wilhelmine Karoline Friederike „Minna“ Apranzow, geb. Beringer (* 5. Februar 1790 in Berlin; † 1844 ebenda) war eine deutsche Schriftstellerin.

## Leben
Minna Apranzow wurde als Tochter eines Weinschenks in Berlin geboren. Bereits im Kindesalter erkrankte sie an den Masern und erblindete im Zuge der Krankheit. Beide Elternteile starben früh, sodass Minna Apranzow ihre Kindheit in einem Armen- und Arbeitshaus verbrachte. Sie besuchte ab 1806 die Preußisch-Königliche Blindenanstalt in Berlin, wo sie Unterricht erhielt. Dort lernte sie auch den ebenfalls blinden freiwilligen Jäger Apranzow kennen, den sie später heiratete. Das Paar bekam zwei Kinder.

## Bedeutung
Im Alter von 24 Jahren veröffentlichte Minna Beringer ihren ersten Lyrikband Dichtungserstlinge, der 1821 eine zweite Auflage erlebte und sich als einer der wenigen von Frauen verfassten Gedichtbände mit den Befreiungskriegen gegen Napoléon Bonaparte befasste. Vergleichbare Werke finden sich nur bei Elise Bürger (Lieder am Rhein gedichtet, 1814) und Engel Christine Westphalen (Gesänge der Zeit, 1815). Bereits 1814 hatte Minna Beringer mit Die Rückkehr aus dem Freiheitskampfe ein Schauspiel mit ähnlicher Thematik veröffentlicht.

## Werk
- Dichtungserstlinge, Maurer, Berlin 1815 (Digitalisat bei Google Books)
- Die Rückkehr aus dem Freiheitskampfe, 1814[2]